# Cancel
Pour l’article ayant un titre homophone, voir Kancel.
Ne doit pas être confondu avec Cancel.
Le cancel de Genève est un quartier juif clos créé à Genève en 1428.  À la différence d'une juiverie, qui indique simplement une présence juive dans un quartier, le cancel est un lieu de résidence obligatoire imposé par décret.

## Étymologie et origine du terme
Le terme cancel, également orthographié quelquefois « chancel » particulièrement dans l'architecture ecclésiastique, provient du latin Cancellus - au pluriel Cancelli - (en italien cancello). Il désigne des barreaux, une barrière, une grille, une balustrade, un treillis et, au figuré « des bornes, des limites ». Comme l'indique Achille Nordmann dans son ouvrage, le terme de « Cancellum », « Cancellus » ou « Cancello », est employé dans les textes genevois de l'époque pour désigner la partie « fermée » du quartier juif. En effet d'autres dénominations, comme « Judeatura », « Judearia », « domus Judeorum » et « plathea judaica » alternent pour désigner plus généralement le reste du quartier (la juiverie). Il fut mentionné pour la première fois le 18 mai 1428 par le Conseil de Genève,.  

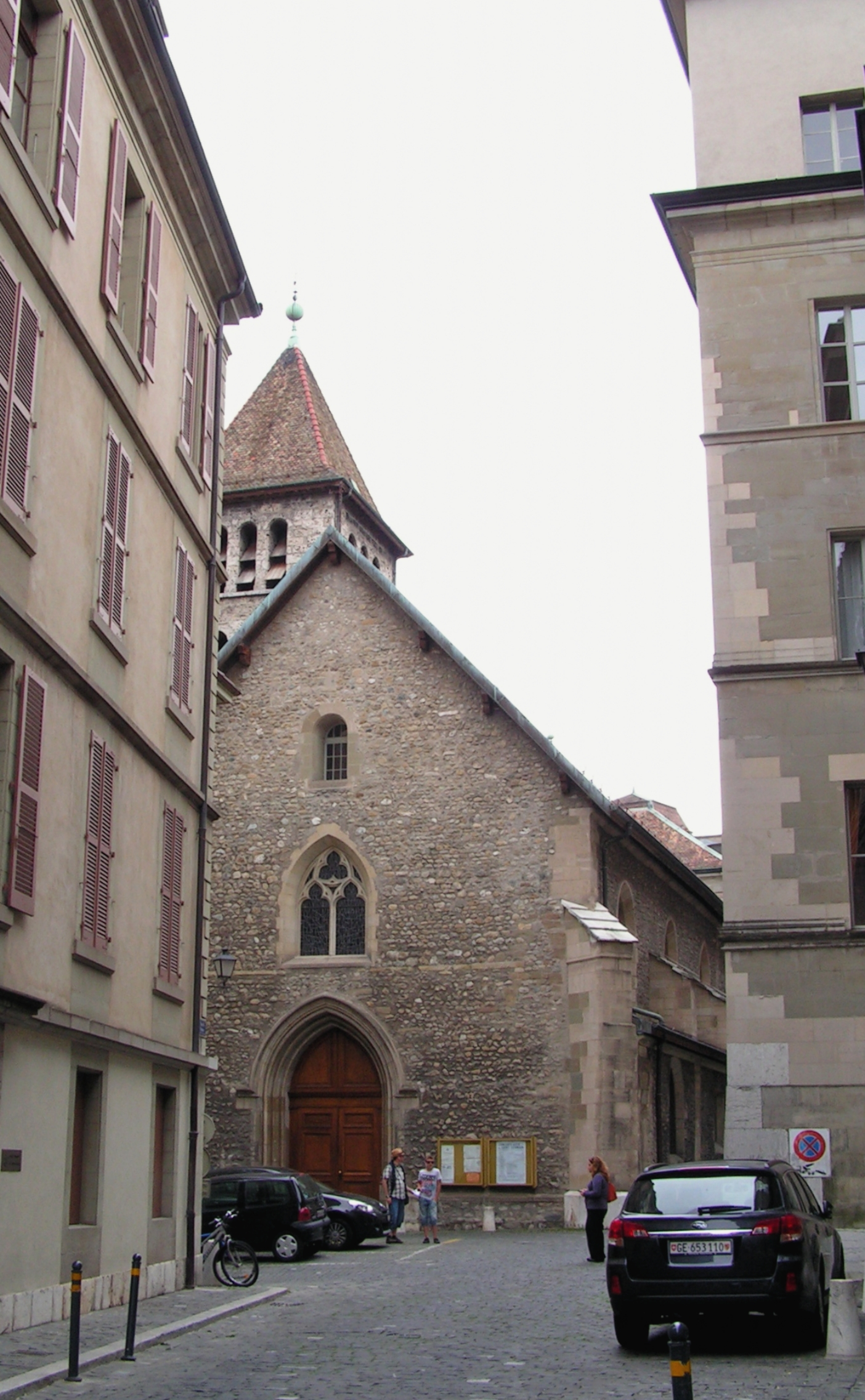
Église Saint-Germain.

## Histoire

### La juiverie de Genève en 1396-1428
La présence d'une communauté juive à Genève est attesté pour la première fois en 1281, mais il faut attendre 1396 pour noter une présence significative de Juifs dans la cité genevoise. En 1398 on dénombre une quinzaine de familles qui se sont librement établies dans le quartier de Saint-Germain, non loin de l'église du même nom, et plus particulièrement entre la place du Grand Mézel (alors appelée place de la Halle des Excoffiers)— qui à l'époque se prolonge jusqu'aux murs antiques de la ville au midi — la rue de l'Écorcherie qui est située une soixantaine de mètres plus loin, côté abattoirs, et la Grand-Rue (rue de la Boulangerie à l'époque).
En 1406, les Juifs achètent et reconstruisent plusieurs granges, ainsi que des habitations le long des murs. Ils sont alors propriétaires de presque toutes les habitations qui limitent la place au couchant. Ils peuvent aussi commercer dans toute la ville, et bénéficient même de la protection du comte de Savoie, Amédée VIII.
En 1408, le curé, recteur et chanoine Pierre de Magnier, s'insurge cependant des libertés accordées aux Juifs de la ville, et notamment le fait qu'ils puissent élire résidence aux côtés des chrétiens. Il adresse ainsi une supplique au comte Amédée VIII de Savoie pour dénoncer ces dispositions et demander que « les Juifs fussent tenus de porter des signes distinctifs, conformément aux ordonnances du concile de Vienne de 1289 »,. Cette supplique ne sera cependant pas suivie d'effet, au moins durant quelques années.
En 1411, une seconde plainte formulée par Pierre de Magnier semble être parvenue jusqu'en Avignon. Par une missive adressée au clergé de Genève, et plus particulièrement au curé de Saint-Germain, le 31 août 1411, l'Official de Grenoble fait savoir que le pape Benoit XIII (antipape siégeant alors à Avignon) « ayant pris connaissance des plaintes contre les Juifs, les a reconnues bien fondées et a ordonné qu'il soit remédié aux abus ».
Dans cette missive il est également fait état du refus des Juifs de payer les redevances dont étaient grevées les maisons appartenant autrefois aux chrétiens et acquises ensuite par les enfants de Lévi. En dépit de la sentence papale, aucune mesure ne fut prise à l'encontre des Juifs et le curé de la paroisse de Saint-Germain, mort en 1420, ne vit pas s'accomplir ses désirs. Cependant, ce répit ne fut que de courte durée et déboucha quelques années plus tard sur la création du cancel.

### La création du cancel en 1428

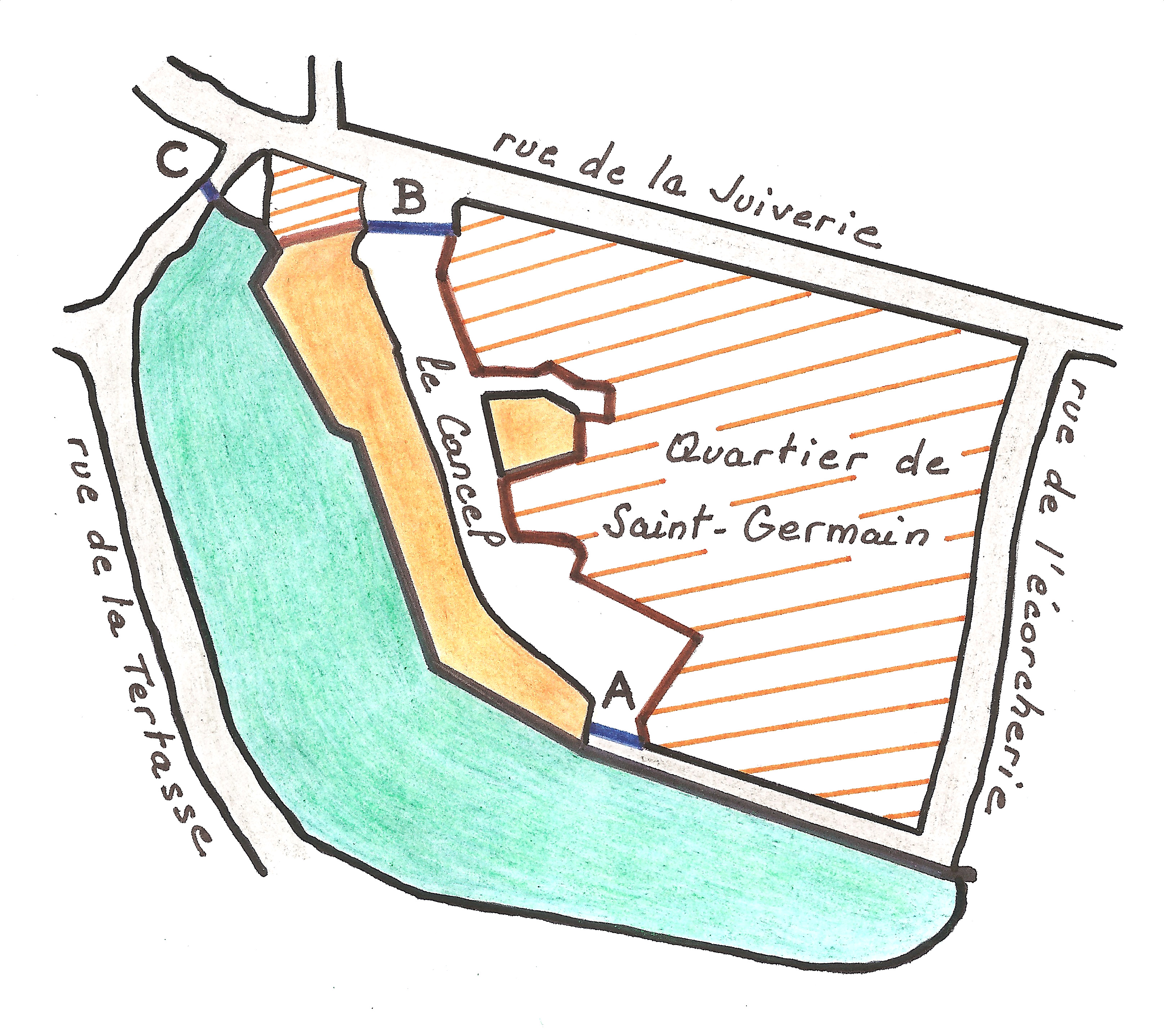
Plan du Cancel de Genève (1428-1490).

Si l'on en croit une mention faite dans le Registre du Conseil de Genève le 18 mai 1428, ce dernier avait déjà pris quelques mois plus tôt la résolution de concentrer les Juifs de la ville dans un quartier délimité. Mais des aménagements importants étant à réaliser, ce n'est que le 28 septembre 1428 (selon Louis Blondel) ou le 28 novembre 1428 (selon Nordmann et Plançon) que l'on ordonna la séparation entre Juifs et chrétiens,. Ces premiers, composant alors environ une trentaine de familles, furent confinés avec rigueur dans un quartier nommé le « Cancel ». Pour clore les extrémités de celui-ci, les autorités firent construire deux nouvelles portes : l'une à l'entrée de la rue de l'Écorcherie (la porte supérieure), et l'autre près de l'actuelle fontaine de la place du Grand Mézel (la porte inférieure). Le cancel juif formait ainsi un quartier bien fermé qui s'appuyait en bonne partie sur les fortifications de la ville,.
Si les Juifs purent continuer à commercer dans la ville durant la journée, ils eurent pour obligation de réintégrer le Cancel le soir venu. Les portes d'accès étaient alors fermées jusqu'au matin. On ne saurait préciser pour quel motif, et sous quelles influences, les sentiments d'Amédée VIII envers les Juifs se modifièrent. Mais selon Nordmann, on ne s'étonnera pas « qu'il ne sut refuser aux Genevois ce qu'il avait érigé en loi sur ses propres terres ». En 1420, il avait en effet rédigé les Statuts de Savoie (Decreta Sabaudiae ducalia), code fameux, dont un chapitre traitait de la révocation des privilèges accordés aux Juifs. Ces derniers devaient désormais élire un domicile isolé et séparé des chrétiens qui puisse être fermé par des portes. En outre, ils devaient porter un signe distinctif.
Cette dernière mesure semble avoir été en application à Genève, car dans un procès qui s'est joué entre décembre 1443 et janvier 1444, le Juif Peyret Symoel (Samuel) est accusé d'un grand nombre de fraudes dont celle « d'avoir enlevé son signe distinctif de Juif » (certainement la Rouelle).

### Attaque du cancel en 1461
Le 6 avril 1461, au lendemain de Pâques, la populace à laquelle s'était mêlée une partie de la bonne bourgeoisie attaqua les Juifs durant la nuit. Pénétrant dans les habitations du cancel, qui fut pillé, la population battit durement les Juifs au point que ces derniers durent se réfugier dans la Maison de ville pour échapper à des conséquences plus graves. Le duc Louis Ier de Savoie, informé des faits, n'apprécia guère la situation et fit porter une large responsabilité au Conseil de Genève menaçant même de poursuivre les coupables. Après cette affaire, le duc prit une ordonnance interdisant toute mesure vexatoire à l'encontre des Juifs, même les moqueries pourtant courantes à cette époque.
Depuis ces événements la situation s'aggrava progressivement. La déchéance des foires de Genève, qui était fortement concurrencée par Lyon, contribua sans doute à nourrir la mauvaise humeur des commerçants qui, cherchant un responsable aux périodes de crise, trouvaient en la personne du Juif le parfait bouc émissaire[réf. nécessaire].

### L'expulsion des Juifs de Genève en 1490
En 1487 les drapiers portèrent plainte contre leurs concurrents, et un an plus tard, on interdit aux médecins juifs d'exercer leur art. Le 30 novembre 1490, l'installation, par les autorités genevoises, des « filles de joie » dans le Cancel, entraîna une vive réaction de la population qui réclama dès lors l'expulsion des Juifs. Ces derniers furent informés le 28 décembre 1490 qu'ils devaient quitter la ville sous dix jours pour ne plus y revenir.
Le vent d'intolérance qui se mit à souffler sur Genève eut des conséquences durables. Si l'on excepte la période française de 1798 à 1813, où l'on note quelques passages temporaires à Genève, les Juifs ne purent revenir dans la cité qu'à partir de 1816 après l'annexion du territoire de Carouge à la République et canton de Genève. Quelques années plus tôt, en 1779, ils furent en effet accueillis avec une grande bienveillance sur le territoire carougeois, alors sous dépendance du royaume de Sardaigne. La citoyenneté genevoise ne sera cependant accordée aux Juifs qu'en 1857.

## Postérité
Le 17 juin 2024 a été inauguré une plaque épigraphique a la rue Marcelle-De-Kenzac, en mémoire du Cancel de Genève,.